# Ricardo Tormo

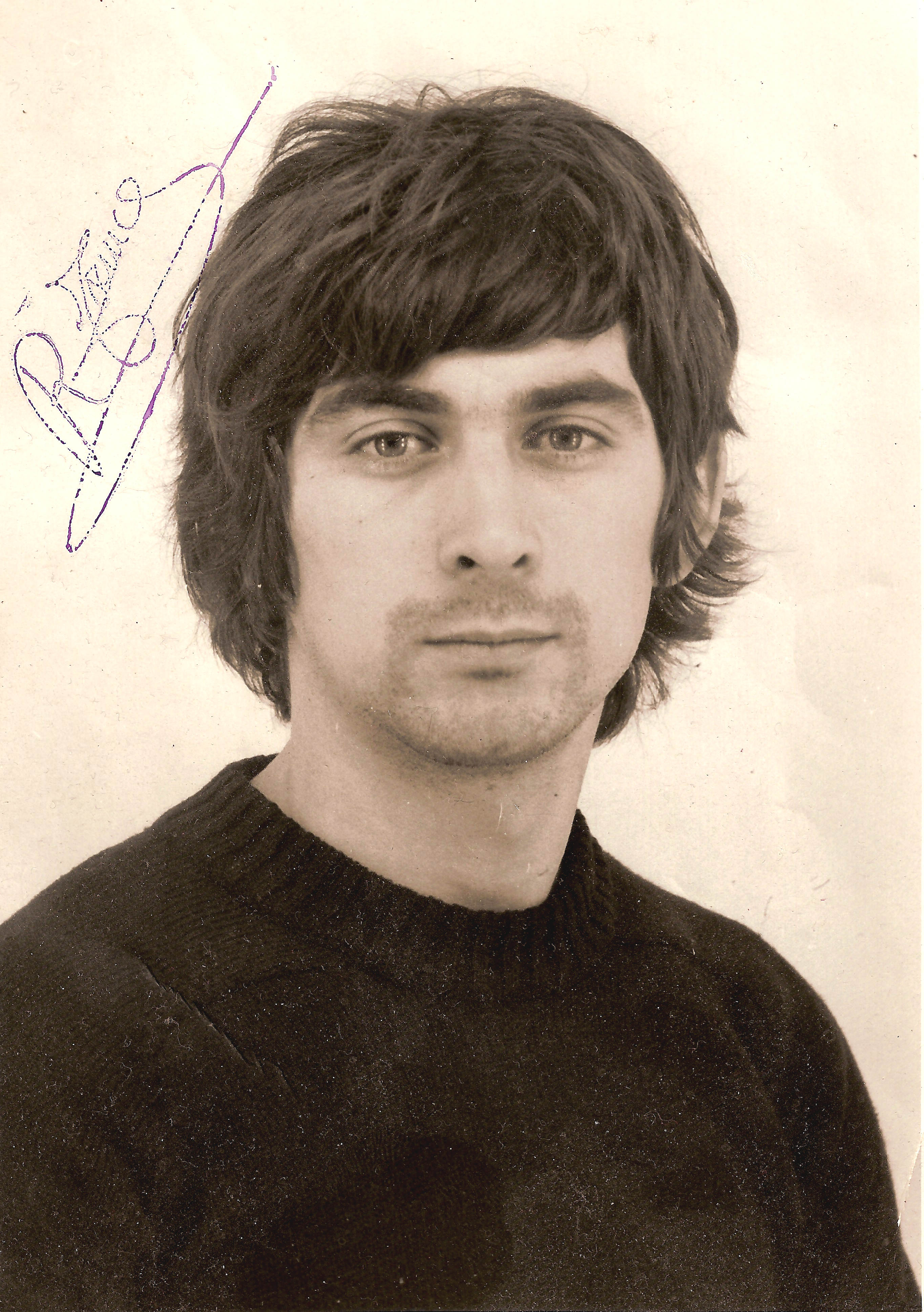
Ricardo Tormo

Ricardo Tormo, född 7 september 1952 i byn  Aiacor i La Costera i provinsen Valencia, död 28 december 1998 var en spansk roadracingförare som blev världsmästare i 50GP två gånger. Han avled 1998 av leukemi. Racingbanan i Valencia, Circuit de la Comunitat Valenciana Ricardo Tormo är döpt efter Tormo.

## Segrar 125GP
| Nr | Grand Prix | År   |
| -- | ---------- | ---- |
| 1  | Finland    | 1979 |
| 2  | Belgien    | 1982 |
| 3  | Frankrike  | 1983 |

## Segrar 50GP
| Nr | Grand Prix      | År   |
| -- | --------------- | ---- |
| 1  | Sverige         | 1977 |
| 2  | Italien         | 1978 |
| 3  | Belgien         | 1978 |
| 4  | Västtyskland    | 1978 |
| 5  | Tjeckoslovakien | 1978 |
| 6  | Jugoslavien     | 1978 |
| 7  | Jugoslavien     | 1980 |
| 8  | Holland         | 1980 |
| 9  | Italien         | 1981 |
| 10 | Spanien         | 1981 |
| 11 | Jugoslavien     | 1981 |
| 12 | Holland         | 1981 |
| 13 | Belgien         | 1981 |
| 14 | San Marino      | 1981 |
| 15 | San Marino      | 1983 |